# Första kammarens protektionistiska parti

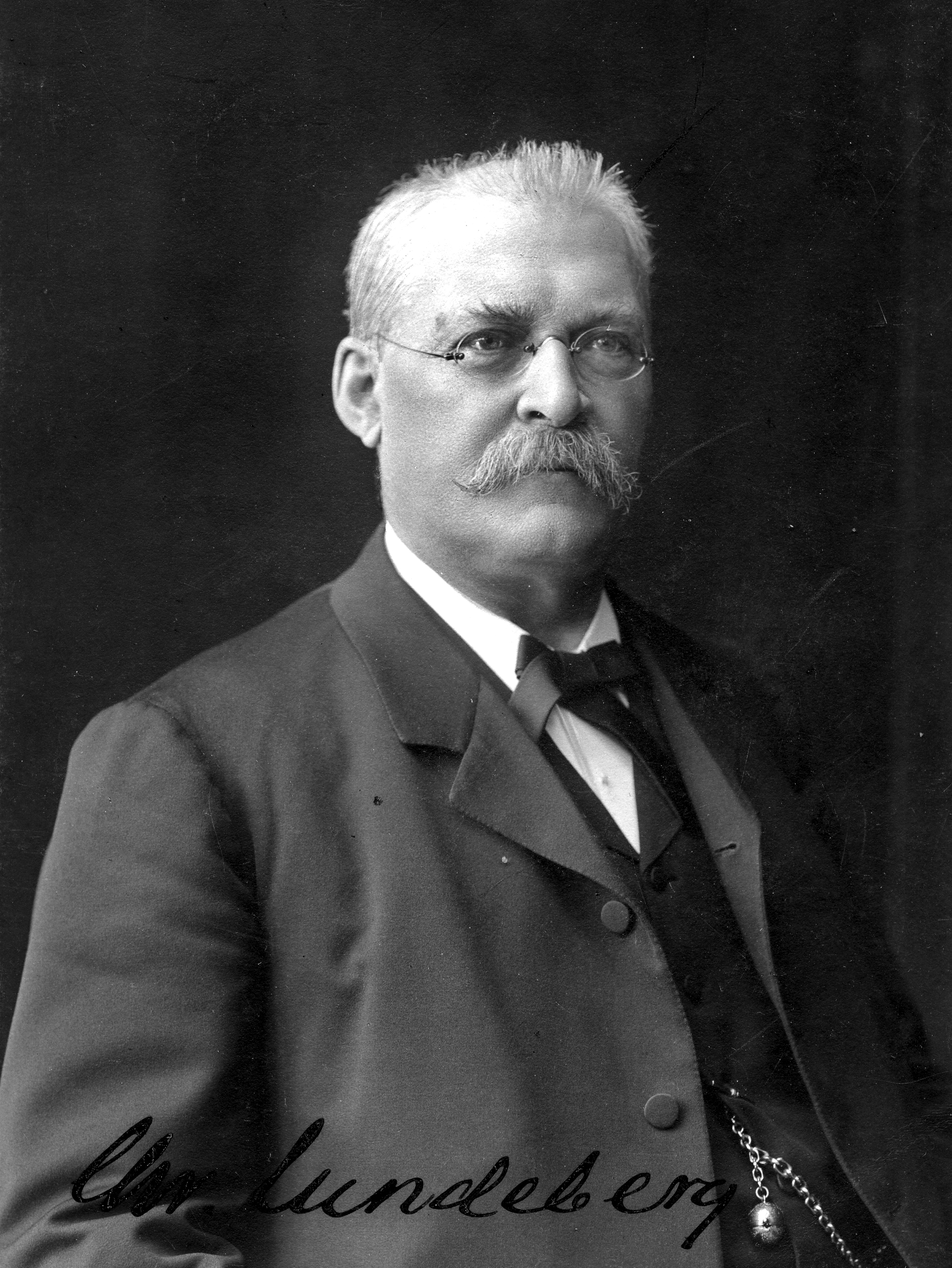
Christian Lundeberg, ordförande 1900–1908 samt statsminister augusti-november 1905

Första kammarens protektionistiska parti (protektionistiska partiet) var ett politiskt parti i Sveriges riksdags första kammare under perioden 1888–1911. Partiet hade tullvänlighet som samlande budskap, och eftersom det förenade en stor majoritet av första kammarens ledamöter kallades det också för det protektionistiska majoritetspartiet, stora partiet eller bara första kammarens majoritetsparti. År 1910 bytte partiet namn till Det förenade högerpartiet, och år 1912 uppgick det i första kammarens nationella parti som 1935 i sin tur uppgick i Högerpartiet.
Efter sammanträde den 15 januari 1910 sammanfattade partiordförande Ernst Trygger partiets uppgifter:
| ” | Vårt parti vill karaktärisera sig själft som en modern höger, med öppen blick för tidens kraf, orädd att taga till knifven för att skära bort hvad i samhället är murket, men med vördnadsfull ömhet bevarande de oskattbara värden, som vi ega i vårt fosterland, vår andliga och vår materiella kultur. | „ |

## Partiordförande
Ordförande i partiets förtroenderåd.
- Patric Reuterswärd 1888–1899
- Christian Lundeberg 1900–1908 (förutom under andra urtima riksdagen 1905)
- Ernst Trygger 1909–1911

## Medlemmar av partiets förtroenderåd (listan ej komplett)
Förtroenderådet kallades även tiomannarådet
- Patric Reuterswärd 1888–1899
- Christian Lundeberg 1888–1890 samt 1892–1908
- Robert Almström 1894–1896, 1900 samt 1906–1907
- Lars Berg 1894–1899
- Gustaf Fredrik Östberg 1900–1911
- Lars Åkerhielm den yngre 1902–1911
- Fredrik Pettersson 1903–1907
- Gottfrid Billing 1906 samt 1908–1911
- Ernst Trygger 1908–1911
- Joachim Beck-Friis 1910–1911
- Theodor Odelberg 1911